# Эк, Сельма
Сельма Эк (швед. Selma Ek; 1856—1941) — шведская оперная певица (сопрано).
Подобно Лилли Леман и Лилиан Нордика, она была одной из тех универсально талантливых певиц конца XIX века, которые сумели освоить роли из колоратурного, лирического и драматического репертуара сопрано.

## Биография
Родилась 3 сентября 1856 года в Стокгольме.
С 1873 по 1878 год она училась у Эллен Бергман и Юлиуса Гюнтера в Королевской высшей музыкальной школе в Стокгольме. Позже получила дополнительное образование у Полины Виардо в Париже.
Сельма Эк дебютировала в профессиональной опере в Стокгольме в театре Шведская королевская опера в партии Агаты в опере Карла Вебера «Вольный стрелок».
Вскоре после дебюта ей предложили долгосрочный контракт со Шведской королевской оперой, и она была членом театральной труппы до 1890 года. Затем до 1896 года Сельма Эк продолжала выступать в этом театре в качестве приглашенной артистки. Репертуар её был весьма широк и включал роли: Дездемоны в «Отелло», Элизабет в «Тангейзере», Донны Эльвиры в «Дон Жуане», Евы в «Нюрнбергские мейстерзингеры», Джульетты в «Ромео и Джульетте», Кристины Юлленшерна в «Густав Ваза» Иоганна Наумана, Филины в «Миньоне», Царицы ночи в «Волшебной флейте», Реции в «Обероне» Карла Вебера, Зиглинды в «Валькирии», Валентины в «Гугенотах» и заглавная роль в «Джамиле». Она также исполнила главную роль в опере «Аида» в первом исполнении этого произведения в Швеции.
Сельма Эк гастролировала за пределами Стокгольма — в Гётеборге, а также выступала с Королевской оперой в Копенгагене в 1883 году. С 1890 года выступала в берлинской Кролль-опере. Также выступала в качестве концертной певицы как в Швеции, так и на концертах в Германии.
Умерла 3 мая 1941 года в Стокгольме и была похоронена на городском кладбище Норра бегравнингсплатсен.
После раннего ухода со сцены актриса вела очень замкнутый образ жизни, занимаясь благотворительностью. Согласно своего завещания, Сельма Эк выделила 100 000 шведских крон для основания фонда «Operasängerska Selma Ek fond», занимающегося поддержкой талантливых молодых оперных певцов. Приход Engelbrekts församling получил от неё сумму в 58 185 шведских крон для фонда «Systrarna, Selma och Maria Eks fond», проценты от которой ежегодно распределяются в приходе среди нуждающихся.